# Langgangshan Liedao
Langgangshan Liedao (kinesiska: 浪岗山列岛) är öar i Kina.   De ligger i provinsen Zhejiang, i den östra delen av landet, omkring 270 kilometer öster om provinshuvudstaden Hangzhou.